# Nguyễn Minh Cầm
Minh Cầm (sinh ngày 28 tháng 3 năm 1949 tại Hà Nội), tên khai sinh là Nguyễn Minh Cầm, là nữ nghệ sĩ chỉ huy dàn nhạc chuyên nghiệp, nghệ sĩ ưu tú người Việt Nam.